# Mistrzostwa Niemiec w piłce ręcznej mężczyzn
Mistrzostwa Niemiec w piłce ręcznej mężczyzn – cykliczne, krajowe rozgrywki sportowe, organizowane regularnie co roku (co sezon, z kilkoma wyjątkami) przez Niemiecki Związek Piłki Ręcznej (DHB) dla niemieckich męskich klubów piłki ręcznej, mające na celu wyłonienie najlepszego z nich. Od samego początku rywalizacja stojąca najwyżej w hierarchii niemieckiej piłki ręcznej.
Po raz pierwszy mistrzostwa zostały rozegrane w sezonie 1947/1948.

## Mistrzowie Niemiec
| Rok  | Zwycięzca                  |
| ---- | -------------------------- |
| 1947 | Berliner SV 1892           |
| 1948 | RSV Mülheim                |
| 1949 | Polizei SV Hamburg         |
| 1950 | Polizei SV Hamburg         |
| 1951 | Polizei SV Hamburg         |
| 1952 | Polizei SV Hamburg         |
| 1953 | Polizei SV Hamburg         |
| 1954 | Frisch Auf! Göppingen      |
| 1955 | Frisch Auf! Göppingen      |
| 1956 | Berliner SV 1892           |
| 1957 | THW Kiel                   |
| 1958 | Frisch Auf! Göppingen      |
| 1959 | Frisch Auf! Göppingen      |
| 1960 | Frisch Auf! Göppingen      |
| 1961 | Frisch Auf! Göppingen      |
| 1962 | THW Kiel                   |
| 1963 | THW Kiel                   |
| 1964 | Berliner SV 1892           |
| 1965 | Frisch Auf! Göppingen      |
| 1966 | VfL Gummersbach            |
| 1967 | VfL Gummersbach            |
| 1968 | SG Leutershausen           |
| 1969 | Frisch Auf! Göppingen      |
| 1970 | Frisch Auf! Göppingen      |
| 1971 | Grün-Weiß Dankersen Minden |
| 1972 | Frisch Auf! Göppingen      |
| 1973 | VfL Gummersbach            |
| 1974 | VfL Gummersbach            |
| 1975 | VfL Gummersbach            |
| 1976 | VfL Gummersbach            |
| 1977 | Grün-Weiß Dankersen Minden |
| 1978 | TV Großwallstadt           |
| 1979 | TV Großwallstadt           |
| 1980 | TV Großwallstadt           |
| 1981 | TV Großwallstadt           |
| 1982 | VfL Gummersbach            |
| 1983 | VfL Gummersbach            |
| 1984 | TV Großwallstadt           |
| 1985 | VfL Gummersbach            |
| 1986 | TUSEM Essen                |
| 1987 | TUSEM Essen                |
| 1988 | VfL Gummersbach            |
| 1989 | TUSEM Essen                |
| 1990 | TV Großwallstadt           |
| 1991 | VfL Gummersbach            |
| 1992 | SG Wallau/Massenheim       |
| 1993 | SG Wallau/Massenheim       |
| 1994 | THW Kiel                   |
| 1995 | THW Kiel                   |
| 1996 | THW Kiel                   |
| 1997 | THW Kiel                   |
| 1998 | THW Kiel                   |
| 1999 | THW Kiel                   |
| 2000 | THW Kiel                   |
| 2001 | SC Magdeburg               |
| 2002 | THW Kiel                   |
| 2003 | TBV Lemgo                  |
| 2004 | SG Flensburg-Handewitt     |
| 2005 | THW Kiel                   |
| 2006 | THW Kiel                   |
| 2007 | THW Kiel                   |
| 2008 | THW Kiel                   |
| 2008 | THW Kiel                   |
| 2010 | THW Kiel                   |
| 2011 | HSV Hamburg                |
| 2012 | THW Kiel                   |
| 2013 | THW Kiel                   |
| 2014 | THW Kiel                   |
| 2015 | THW Kiel                   |
| 2016 | Rhein-Neckar Löwen         |
| 2017 | Rhein-Neckar Löwen         |
| 2018 | SG Flensburg-Handewitt     |
| 2019 | SG Flensburg-Handewitt     |
| 2020 | THW Kiel                   |
| 2021 | THW Kiel                   |
| 2022 | SC Magdeburg               |
| 2023 | THW Kiel                   |
| 2024 | SC Magdeburg               |

## Tytuły mistrza Niemiec
(liczone od 1948 roku do dziś)
- THW Kiel – 21
- VfL Gummersbach – 12
- Frisch Auf Göppingen – 9
- TV Großwallstadt – 6
- PSV Hamburg – 4
- TUSEM Essen – 3
- SC Magdeburg – 3
- TBV Lemgo – 2
- SG Wallau-Massenheim – 2
- Grün-Weiß Dankersen Minden – 2
- SG Flensburg-Handewitt – 1
- SG Leutershausen – 1
- HSV Hamburg - 1